# 泽库薹草
泽库薹草（学名：Carex zekogensis）是莎草科薹草属的植物，是中国的特有植物。分布于中国大陆的青海省等地，生长于海拔3,200米的地区，多生长于山坡，目前尚未由人工引种栽培。